# María Rosa (obra de teatro)
María Rosa (en catalán Maria Rosa) es un drama social y amoroso en tres actos de Àngel Guimerà publicado en 1894. Escrito en prosa especialmente para la actriz madrileña María Guerrero, fue estrenado el 24 de noviembre de aquel año en el Teatro Novedades, bajo la dirección de Enrique Borrás y con Concepció Ferrer de protagonista; simultáneamente se estrenaba su versión castellana de José Echegaray y protagonizada por María Guerrero. Ha sido traducida también al inglés, al francés, al italiano, al alemán, al checo, al portugués y al siciliano.
La trama de la obra, inspirada en una historia real que sucedió en la localidad catalana de Solivella (Tarragona), describe las intrigas, las trágicas pasiones amorosas y las pulsiones sexuales reprimidas en el triángulo que forma María Rosa, Andreu y Marçal, tres peones andantes que se conocen en el trabajo de construcción de una carretera. María Rosa, que se casará con Andreu, verá como su marido es acusado de la muerte del capataz y enviado a una prisión en Ceuta, donde morirá. Más adelante Marçal, el culpable real del asesinato, consigue casarse con la viuda, deseo que guardaba desde que se conocieron. Cuando María Rosa conoce la verdad se produce el desenlace fatal.
Es una de las piezas teatrales más importantes del dramaturgo catalán junto con Tierra baja, Mar y cielo y La hija del mar, y ha tenido distintas versiones cinematográficas. Entre las representaciones más recientes, destacada la sucedida en el Teatro Nacional de Cataluña del marzo al mayo de 2004, dirigida por Àngel Alonso y protagonizada por Rosa Renom y Lluís Soler, que después hizo una gira por distintas ciudades catalanas.

## Sinopsis
Badori llega al pueblo para trabajar en la construcción de una carretera junto a otros trabajadores. Gepa (Anton) le irá introduciendo en el oficio y presentará sus nuevos compañeros de trabajo. Badori conoce a Tomasa y Quirze, un matrimonio que siempre discute agresivamente con golpes, pero de manera afectuosa. Marçal, joven trabajador y amigo de Andreu, más tarde se presenta, y les comenta que Andreu, el hombre de María Rosa, está enfermo. María Rosa en unos minutos más tarde aparecerá y contará de manera indirecta lo que pasó.
Andreu y María Rosa eran una pareja feliz en el pueblo. Andreu trabajaba con un capataz con el que no se llevaba muy bien, llegando un momento en el que estos dos discuten, se pelean, Andreu recibe un garrotazo y vuelve a casa. Al día siguiente, llamaron a la puerta unos mozos de escuadra con un juez y se llevaron a Andreu a una prisión en Ceuta y María Rosa quedará sola. Se le acusó de asesinar al capataz Ramón al encontrarse un pañuelo en la puerta de la casa de Andreu, y un cuchillo ensangrentado en el suelo de la cocina. Andreu será llevado y trasladado a una prisión de Ceuta. 
En un monólogo de Marçal confiesa que está enamorado de María Rosa, que él mató al capataz y escondió las pruebas, el cuchillo y el pañuelo ensangrentados en la casa del matrimonio. Esto lo hizo para deshacerse de Andreu y conseguir conquistar a María Rosa.
Calau conoce a Badori y le felicita diciéndole que ya es parte del grupo de trabajadores. Gepa se acopla a la conversación y los tres empiezan a hablar del futuro laboral y el sueldo de Badori. Más tarde María Rosa se acopla por el camino y tras un poco de conversación entre el grupo, Badori va reconociendo a María Rosa. Casualmente coincidieron una vez en la vendimia en la masía de la Rigala, dónde María Rosa conoció a Andreu también. Badori recordó que Andreu era compañero suyo de segador, y que se llevaban muy bien, y ahora se había dado cuenta de que aquel Andreu era el Andreu que ahora estaba encarcelado en Ceuta. María Rosa cuenta cómo se enamoró y conoció a Andreu: 
Una tarde mientras cenaban, ella estaba de espaldas a Andreu. Delante de ella y se proyectaba la sombra de Andreu. La sombra de Andreu se movía mucho debido a la acción directa del fuego para cocinar, y ella, señaló la sombra como si fuera un mono bailando. El grupo de María Rosa empezó a reír. La sombra desapareció y María Rosa notó como un objeto frío se le colaba por la espalda e intentó cogerlo y lo apretó, resultando ser una uva que le dejó la mano manchada, y el grupo empezó a reír. Una vez, una compañera de María Rosa, resentida por Andreu, puso una aguja en las uvas que se pisaban y María Rosa intentó evitar que Andreu fuera a pisar, y él pensando que era broma, se clavó la aguja en el pie, ella se peleó con su compañera y le extrajo la aguja.
Volviendo a la historia principal, construyendo la carretera, Xic (chico), viene con una carta que le había dado el cartero para don Quirze Perera. Quirze no sabe leer, ni nadie del grupo de trabajo sabe leer. La única persona que sabe es la hermana de Quirze, María Rosa, que ya se había enterado de que Andreu estaba enfermo. Después de una discusión del grupo, se decide llevar la carta a María Rosa, triste ya por lo de la enfermedad de Andreu. Cuando llega todo el grupo (Calau, Badori, Marçal, el matrimonio Quirze y Tomasa, Gepa i Xic), se le pide a María Rosa que lea la carta y se descubre, que Andreu, ha muerto ayer (jueves) a las 9 de la tarde.
Después de unos momentos de silencios tristes, se empieza a pagar la quincena. Después de una escena de conversación en la casa de matrimonio donde se empieza a hablar de María Rosa, Tomasa se va a hacer la cena y Quirze se reúne con su hermana. María Rosa le dice que va a cambiar de vida, que quiere irse a la villa. Quirze le aconseja casarse con algún hombre de la carretera. Ella insiste en que se quiere ir porque no quiere ver a Marçal. Quirze le pregunta si está enamorada de Marçal, pero ella lo niega pero al final lo acepta, simplemente argumenta que le persigue, y que ella sólo es de Andreu y no quiere enamorarse más de Marçal. 
Se va a hablar de la quincena entre trabajadores y todo el mundo va cogiendo sitio, menos Marçal. Badori dice que por él, comenzaría la reunión, y que no pasaba nada si se empezaba la reunión antes de que viniera Marçal. Este entra por la puerta y asegura que a Badori no le hace falta a Marçal, y empieza a haber una tensión. Tras un rato de confusión, es expulsada Tomasa porque no se quiere que hable. Comienza la reunión Gepa informando de que los jefes deben tres quincenas y que mañana no se pagará la cuarta. En la reunión se acuerda escribir una carta a los contratistas.
Llaman a María Rosa para que escriba la carta en la reunión. Ella es acomodada por Badori y Quirze. Cuando Marçal es llamado para dictar la carta, María Rosa se niega, pero los trabajadores le suplican. Ella escribe la carta y los trabajadores se marchan dejando solos a Quirze, Marçal y María Rosa. Quirze se marcha y se dejan solos a Marçal y María Rosa. Marçal le confiesa su amor y se declara después de terminar de escribir la carta, pero ella le aparta y huye. Quirze más tarde entra a por la carta y va a ver a María Rosa. Ella le dice que se irá a la vila, y su hermano le da cuatro duros para poder marcharse.
En la cena, Marçal y Badori se provocarán entre ellos para pelearse, pero Quirze lo evitará. Tomasa suelta sin querer que María Rosa se va y Marçal le pregunta a dónde va. María Rosa no se lo dice y Marçal piensa que se irá con Badori, se empiezan a pelear, y Badori hace el amago de sacar una navaja y vienen Tomasa, los trabajadores, Xic, Gepa y Calau a detener la pelea. Marçal y unos acompañantes que lo retenían, se van por un lado y Badori por otro. Quirze manda a dormir a María Rosa y la deja sola en casa. Gepa, Tomasa y Quirze dejan la casa para ir a resolver el conflicto. 
Mientras intenta dormir, viene Marçal a oscuras a su casa y le pide que le deje entrar, que está herido. María Rosa va a socorrerle pero Marçal le dice que no ha llegado ni a pelearse con Badori, que ha venido directamente. Marçal insiste en declararse continuamente pero María Rosa dice que no puede, que sueña con que Andreu le dice "mal compañero, asesino, traidor" a Marçal. Éste se asusta y continua la conversación. En seguida aparecerá todo el mundo, trabajadores, Quirze, Tomasa, Badori, etc. María Rosa insiste en que no hay nadie en su casa, pero algunos trabajadores aseguran haberlo visto entrar. Marçal sale burlesco y asegura que le ha abierto porque le quiere, y vacila a Badori. Quirze se enfada y va a pegar a María Rosa y ella, se intenta dejar.
Después del telón, la carta escrita a los empresarios da frutos y pagan las quincenas a los trabajadores. María Rosa y Marçal se casarán ese día. Tomasa cocina la comida del banquete y Badori la ayuda un poco mientras conversan. Ya en la mesa todos, el nuevo matrimonio, Quirze y Tomasa, Badori, Gepa, Calau, Xic y dos personas más, empiezan a comer. Badori felicita a María Rosa en la mesa por su boda. El vino de la mesa, lo ha traído Badori y todo el mundo exclama lo bueno que es y antiguo. Marçal y el resto de comensales preguntan de donde viene el vino. Badori explica que es un vino de una masía en la que él y María Rosa estuvieron trabajando. Marçal le pide que no continúe, y Badori explica que este vino lo pisó Andreu. Marçal se enfada pero es contenido. María Rosa pregunta si este es el vino del día que le sacó la aguja a Andreu, y Badori lo confirma. Marçal está atemorizado y asegura que no quiere beber más. Fingiendo que está asustado, le pone más vino a Xic, y se le nota que le tiembla el brazo y el pulso. Todo el mundo se da cuenta, pero al final Marçal bebe y todo el mundo se calma. Al terminar la cena, todo el mundo se va, menos Marçal y María Rosa que se van al dormitorio. Allí conversan sobre el tema de Andreu, María Rosa está apenada y Marçal intenta alegrarla restándole importancia al asunto. María Rosa y él empiezan a coquetear y dijo que ella hubiera matado a Andreu por casarse con Marçal. Marçal se emociona y decide contarle la verdad; él mató al capataz, dejó el pañuelo en casa de Andreu y el cuchillo lo pasó debajo de la puerta. María Rosa ríe y en seguida entra en cólera, le llama asesino, vil, lo intenta echar de casa y empiezan a correr por la habitación. Huye y va por un cuchillo y mientras él la va besando como un obseso, lo apuñala María Rosa, dándole muerte. Todos los trabajadores y familiares intentan abrir la puerta y se encuentran la escena. María Rosa cuenta que fue Marçal el asesino del capataz Ramón, y abraza a su hermano Quirze.

## Adaptaciones cinematográficas
- 1908, dirección de Fructuós Gelabert. Films Barcelona. Cortometraje (18 min). Muda. B/n. 35 mm. Protagonizada por Llorença Adrià.
- 1912, Lucha de corazones, dirección de Joan Maria Codina. Films Barcelona. Cortometraje (40 min). Muda. B/n, 35 mm. Protagonizada por Carlota de Mena.
- 1915, Maria Rosa, dirección de Cecil B. DeMille (EUA). Paramount. Largometraje (50 min). Muda. B/n. 35 mm. Protagonizada por Geraldine Farrar.
- 1944, Orosia, dirección de Florián Rey. Iberia Films. Largometraje (77 min). En castellano. B/n, 35 mm. Protagonizada por Blanca de Silos.
- 1946, María Rosa, dirección de Luis Moglia Barth (Argentina). Estudios San Miguel. Largometraje (80 min). En castellano. B/n. 35 mm. Protagonizada por Amelia Bence.
- 1964, dirección de Armando Moreno. Cine Film. Largometraje (127 min la versión en catalán y 97 min la versión castellana). B/n. 35 mm. Protagonizada por Núria Espert y Francisco Rabal.